# Orihuela
Orihuela (valenciaiul Oriola) város Spanyolországban, Alicante tartományban. Püspöki székhely és egyetemi város. Lakosainak száma kb. 80 ezer fő.

## Fekvése
A Sierra de Orihuela hegy lábánál található. Murcia tartomány keleti határához közel, Alicantétól 50 km-re nyugatra helyezkedik el, Elche és Murcia város között mintegy félúton. Vasúton az Alicante- Murcia vonalon, közúton az A7-E15 úton illetve Alicantéból a 340-es úton érhető el. A Segura folyó vizével öntözik a citrusültetvényeket.

## Története
A település neve az ókori rómaiak alatt Aurariola, a mór uralom idején pedig Origüela volt. 1265-ben I. Jakab hódította vissza a várost. Elég jelentős várossá lett a 15. században – a katolikus királyok, Ferdinánd és Izabella megálltak itt, hogy pénzt és embert gyűjtsenek Granada visszafoglalására, a mórok ellen.

## Látnivalói
- A Megváltó-székesegyház (Catedral del Salvador) egy 12. századi mecset alapjaira épült, a 14 – 15. század gótikáját képviseli, ám északi kapuzata már a 16. századi levantei reneszánsz szellemét sugározza. A templombelsőben a fő látnivalók: a gótikus ívek, a márvány főoltár és a 16. századi ezüst Szent Katalin-retablo.
- Egyházművészeti Múzeum (Museo Diocesano) - a sekrestyében és a Katedrális mögötti román – gótikus kerengőben kapott helyet. A kerengő az Irgalmasok kolostorához (Convento de la Merced) tartozott egykor. A múzeumban főleg értékes retablókat és festményeket állítottak ki. Itt láthatjuk Diego Velázquez festményei közül az Aquinói Szent Tamás megkísértése című művét (a művész kevés vallásos témájú képet alkotott), továbbá Morales, Ribera és Osona egy-két festményét.
- Nagyheti Múzeum (Museo de Semana Santa) – Kegytárgyai között a női ördög (La Diablesa) szobra is látható.
- A Püspöki Palota (Palacio Episcopal) – 18. századi barokk épület.
- A Szent Jakab-templom (Iglesia de Santiago) Orihuela északi részén, a hegyhát alatt álló késő gótikus (Izabella-stílusú) épület. A Katolikus Királyok építtették a Szent Jakab-rend lovagjainak. Erre utal a Szent Jakab-kapu (Puerta de Santiago) Szent Jakab-szobra, valamint a királyi pár címere. A templom belsejében Francesco Salzillo Szent Család-szoborcsoportja díszíti a Szent József-kápolnát (Capilla de Sa José).
- Szent Justa és Rufina temploma (Igelsia de las santas Justa y Rufina) – a város két védőszentjének dedikálva, 1319 és 1349 között épült gótikus stílusban (egyes részletek reneszánsz illetve barokk stílusúak).
- Szent Domonkos-kolostor és templom (Convento e iglesia de Santo Domingo) – Az épület az egykori egyetem (Antigua Universidad) a 16. században épült reneszánsz stílusban. Két kerengőt (claustro) és egy belső udvart zár magába. A tervezők között van Juan Angles és P. Quintana.
- Szent Mihály-papnevelde (Seminario de San Miguel) - a 18. században épült.
- Vár (Castillo) – egykor nagy stratégiai jelentősége volt a hegyoldalon emelkedő épületnek, ahonnan a tengerig nyílik kilátás.

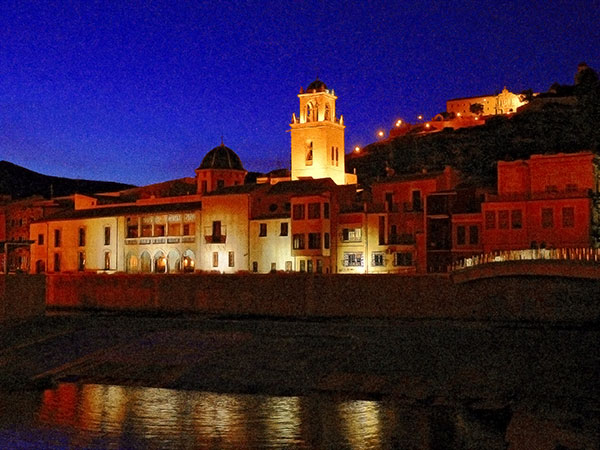
A katedrális éjjel

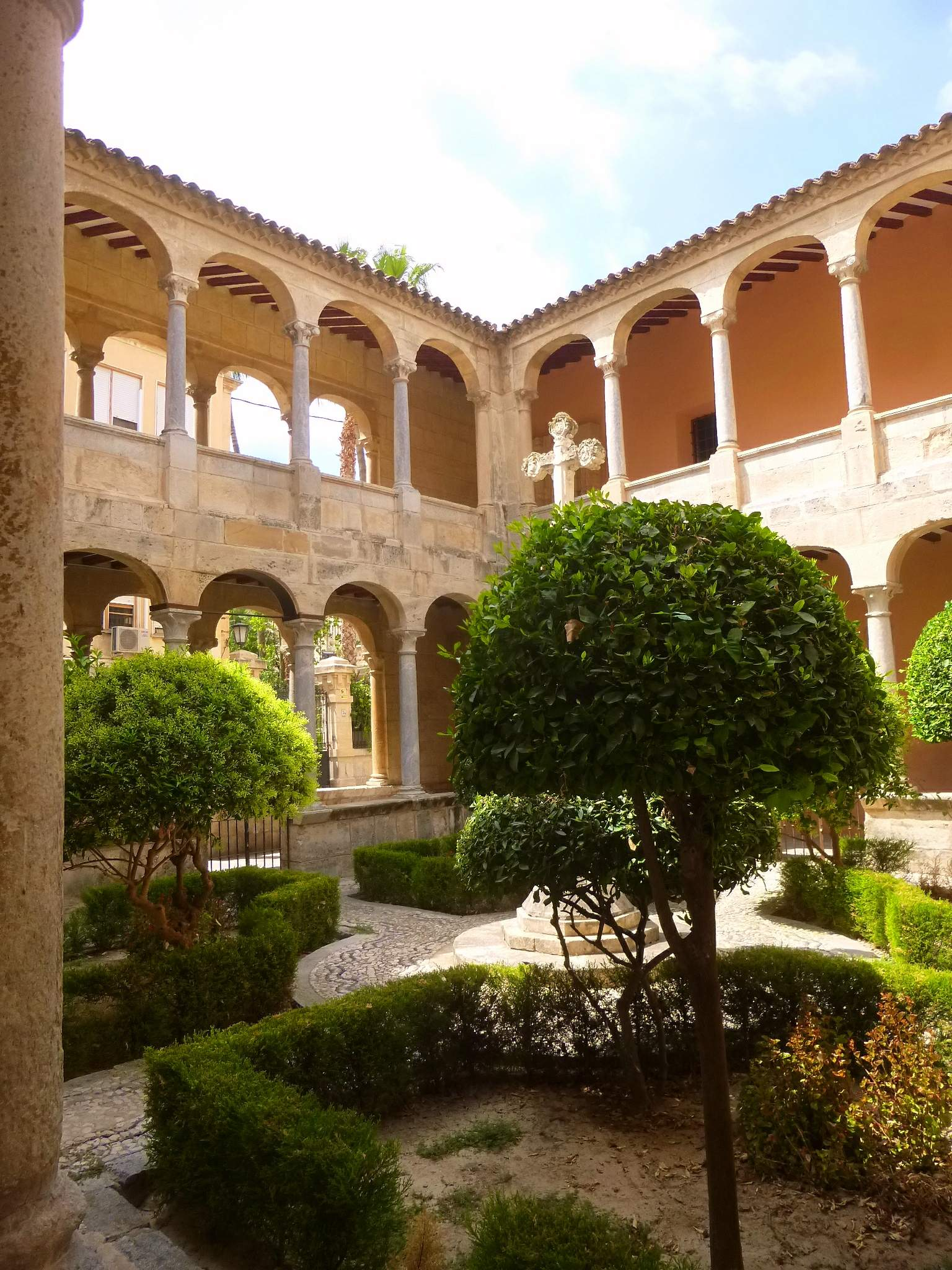
A katedrális klastroma

### Egyéb múzeumok
- Museo Arqueológico Comarcal – régészeti múzeum,
- Palacio de Rubalcava (Museo de Reconquista) – a Rubalcava-palota ad otthont a reconquista-kiállításnak
- Miguel Hernández lakásmúzeum (Casa-Museo de Miguel Hernández) – a költő családjával 4 éves korától 21 éves koráig lakott itt.

## Egyetem
A 16. században alapított egyetem a 18. századig működött itt. Jelenleg a Miguel Hernández egyetem több kara található a városban.

## Gazdaság
- Lakói a 19. század végén malomiparral, olajpréseléssel, kalap-, szappan-, salétromgyártással, vászon- és selyemszövéssel foglalkoztak.
- Ma mezőgazdasági és élelmiszeripari központ.

## Sportélete
A város labdarúgócsapata az Orihuela CF illetve az Orihuela Deportiva CF.

## Híres emberek
- 1910-ben itt született Miguel Hernández költő.